# 幻影博覧会
『幻影博覧会』（げんえいはくらんかい）は、冬目景作の漫画。
幻冬舎コミックス発刊の『Be street』vol.1（2000年2月）から不定期連載を開始した。『コミックバーズ』2003年12月号に移籍し、2011年3月号で完結した。
単行本（幻冬舎コミックス）全4巻。

## あらすじ
時は大正の半ば。仕事に追われる探偵・松之宮の元に、真夜という少女が助手として訪れる。松之宮はどこか得体の知れない真夜に対し、不思議な感覚を覚えながらも数々の事件を解決に導いていく。

## 登場人物
松之宮 遥（まつのみや はるか）
多忙な日々を送る優秀な探偵。男性。実家は名家・宇留木家で、探偵業という仕事柄、母方の姓を名乗っている。とはいえ、家族と絶縁状態にある訳ではなく、父親は探偵という仕事に反対しておりながらも、理解は示している模様。兄・雄（たける）、異母弟・智（さとし）とは現在も仲が良い。
高苑 真夜（たかぞの まや）
松之宮の恩師、藤枝博士からの紹介で事務所の助手として訪れた少女。歳は16,7くらいだが、松之宮をも凌ぐ推理力と知識があり、勘も鋭い。時折未来が視えているのでは？ と思える発言をする。そのため、楳実からは稀人ではないかと思われている。彼女の生い立ちや素性は自身も知らないことが多く、謎に包まれている。実の両親から迎えに来るとの手紙が彼女に届いているが、本人は松之宮のもとを離れたいとは思っていない。
月等（つぐら）
真夜の用心棒で、右目に眼帯をした大型犬。非常に賢く、犯人の確保に一役買っている。真夜の犬笛でどこからでも駆けつけてくれる、頼もしい助っ人。
諫早（いさはや）
事件の度に松之宮探偵事務所を訪れる警部。顔が広く、社交界にも人脈がある。無能ではないのだろうが、あまり頼りにはならない。
上梓 陶子（かみあずさ とうこ）
華族の生まれの令嬢。22歳。父親は外交官で、実家はかつて松之宮の実家と付き合いがあった。松之宮の兄・雄との見合い話が持ち上がったことで松之宮はその素行調査をしたことがある（話自体は後に破談）。日本美術に強い執着心を持っている。彼女が松之宮に依頼した事件以降、世の中の男性の不甲斐なさに落胆し、「自分の意志を通すために強い意志を持たなければならない」と、雰囲気や他人への当たり方をかなり変えている。
楳実 亮平（うめざね りょうへい）
松之宮の友人。大学時代は松之宮、竹下と共に松竹梅トリオと呼ばれていた。ボサボサ頭に無精ひげを持ち、丸眼鏡を掛けている。松之宮らが去った後も大学に残り、民俗学の研究を続けている。考現学にも首を突っ込んでいる模様。真夜の謎について興味を持っている。
竹下 七緒（たけした ななお）
松之宮の友人。松之宮より年下の女性。大学時代は松之宮、楳実と共に松竹梅トリオと呼ばれていた。大学を出てしばらく放浪していたようだが、現在は新聞社に勤務している。男勝りな性格で、同僚の男性を相手にしても一歩も退かない気の強さの持ち主。松之宮に気があるそぶりを見せる。真夜のことを気にしている。

## 単行本
1. 第1巻（2005年1月24日発売）ISBN 978-4344805071
2. 第2巻（2007年3月24日発売）ISBN 978-4344809390
3. 第3巻（2009年3月24日発売）ISBN 978-4344815872
4. 第4巻（2011年6月24日発売）ISBN 978-4344822238